# Preußischer Volksverein
Der preußische Volksverein war in den 1860er Jahren eine antiliberale, konservative Organisation in Preußen.

## Vorgeschichte
Der Verein richtete sich in erster Linie gegen den liberalen Deutschen Nationalverein und gegen die Fortschrittspartei. Hatten die Konservativen während der Reaktionsära keine Notwendigkeit für eine moderne politische Organisation gesehen, führten die Erfolge der Liberalen seit der Neuen Ära zur Gründung des Volksvereins. Dieser knüpfte an vergleichbare Organisationen während der Revolution von 1848/49 wie den „Verein für König und Vaterland“ oder den „Treubund mit Gott für König und Vaterland“ an.

## Ziele
Die Organisation wurde am 20. September 1861 gegründet. Wie der Nationalverein trat der Verein für eine kleindeutsche Lösung der deutschen Frage unter preußischer Führung ein. Allerdings betonte er die „Einigung der Fürsten und Völker“ und wollte an „Obrigkeit und Recht“ festhalten. Liberale oder gar demokratische Verfassungsvorstellungen wurden abgelehnt. Auch eine starke Zentralregierung wurde nicht befürwortet. Gewerbefreiheit und Kapitalismus wurden kritisiert. Stattdessen wurden das Gottesgnadentum des Königs, das Christentum, die Führungsrolle des Adels und den Ausgleich zwischen Kapital und Arbeit betont. 

## Führende Politiker
Führende Politiker der Organisation waren Graf Eberhard zu Stolberg-Wernigerode, der anfangs auch Vorsitzender war, Hermann Wagener, und Hans Hugo von Kleist-Retzow. Die eigentliche Leitung teilten sich Wagener und der Otto von Bismarck sehr nahestehende Moritz Karl Henning von Blanckenburg. Abgelehnt wurde der Verein von den Ultrakonservativen um die Brüder Gerlach.

## Organisation
Der Verein hatte Ende 1862 etwa 26.000 und 1865 etwa 50.000 Mitglieder. Unter diesen waren insbesondere Handwerker, protestantische Geistliche, Offiziere und Beamte. Gegliedert war er in Orts- und Kreisvereine. Der Schwerpunkt lag eindeutig in den ostelbischen Provinzen Preußens. Der Verein bildete einen gewissen Ersatz für die noch fehlende organisierte konservative Partei außerhalb der Parlamente. Vor den Wahlen zum preußischen Abgeordnetenhaus bemühte er sich um Propaganda zur Förderung konservativer Kandidaten. 

## Entwicklung und Ende
Erst als es 1863 gelang, 35 konservative Abgeordnete in das Parlament zu bringen, zeigten sich erste Erfolge. Im preußischen Verfassungskonflikt wie auch im Deutsch-Dänischen Krieg stand der Verein auf der Seite von Otto von Bismarck. Nachdem Wagener 1865 in das Staatsministerium eingetreten war und sich die internen Konflikte im konservativen Lager zuspitzten, begann der Verein zu zerfallen. Offiziell aufgelöst wurde er 1872.